# Masashi Shimamura
Masashi Shimamura (født 3. juni 1971) er en tidligere japansk fodboldspiller.
Han har spillet for flere forskellige klubber i sin karriere, herunder Nagoya Grampus Eight.